# Cosmos: A Spacetime Odyssey
Cosmos: Una odisea de tiempo y espacio (en inglés: Cosmos: A Spacetime Odyssey) es una serie documental para televisión de 2014. Es continuación de Cosmos: un viaje personal (1980), que fuera presentada por Carl Sagan y cuya emisión a través de la PBS se considera un hito en la historia de los documentales científicos. Su presentador es el astrofísico Neil deGrasse Tyson, quien fue inspirado por Sagan al conocerlo en su juventud. Algunos de sus productores ejecutivos son Seth MacFarlane, cuya influencia e inversión financiera fue fundamental para su realización, y Ann Druyan, viuda de Sagan y cocreadora del programa original. La banda sonora proviene de Alan Silvestri. En Latinoamérica cuenta con la voz de Fernando Solís Lara, y en España, Carlos Sobera introdujo los episodios para su emisión en Mega. 
La serie sigue libremente el mismo formato de trece capítulos y enfoque narrativo de su predecesora, renovando algunos de sus elementos como "la nave de la imaginación" y presentando los nuevos descubrimientos desde 1980 junto a un uso extensivo de gráficos generados por computadora y relatos históricos mediante animación tradicional.
Se estrenó el 9 de marzo de 2014 simultáneamente en diez canales del Fox Networks Group: Fox, FX, FXX, FXM, Fox Sports 1, Fox Sports 2, Nat Geo, Nat Geo Mundo, Nat Geo Wild y Fox Life. Los 12 episodios restantes se transmiten por Fox y Nat Geo, que los repitió al día siguiente con contenido detrás de cámara. De acuerdo a Fox Networks, esta fue la primera vez en que un programa debuta en una transmisión global y simultánea en sus canales. A través de los capítulos regionales de Nat Geo se transmitió en 181 países y 45 idiomas. La serie concluyó el 8 de junio de 2014 y dos días después se publicó en DVD y Blu-Ray.
El 13 de enero de 2018 se anunció de una nueva temporada titulada Cosmos: Possible Worlds, que inició el 9 de marzo de 2020 por National Geographic.

## Origen
La serie documental de 13 episodios Cosmos: un viaje personal se estrenó en 1980 por PBS y fue presentada por Carl Sagan. Se ha considerado altamente significativo desde su emisión. Dave Itzkoff de The New York Times lo describió como "un punto de inflexión para la televisión científica". El programa ha sido visto al menos por 400 millones de personas a lo largo de 60 países, y permaneció como el programa mejor calificado del canal hasta el documental de 1990 The Civil War.
Después de la muerte de Sagan en 1996, su viuda y cocreadora del Cosmos original, Ann Druyan, junto a Steve Soter, quien fue su productor, y el astrofísico Neil deGrasse Tyson buscaron crear una nueva versión que apuntara a una audiencia tan amplia como fuese posible y no solo a aquellos interesados en las ciencias. Habían luchado por varios años contra renuentes canales de comunicación, quienes cuestionaban que atrajese al público masivo.

## Concepto
Tyson guía a los espectadores a través de diferentes aspectos de la realidad mediante la revelación de la Ciencia y la nave de la imaginación. Argumentan los autores que han trabajado en algo similar a la serie original con nuevos efectos especiales al gusto del día. Así, según MacFarlane, la nueva nave espacial fue diseñada para ser atemporal y muy simple, usando el techo para eventos futuros y el piso para aquellos del pasado, permitiendo a Tyson, como animador llevar al espectador a los lugares que describe. Los elementos destacados fueron creados por un equipo de animadores elegidos por MacFarlane. Kara Vallow produjo y desarrolló la animación junto al estudio Six Point Harness. Varios actores conocidos han colaborado poniendo voz a los personajes animados, tales como Richard Gere, Kirsten Dunst, Patrick Stewart, Amanda Seyfried, Marlee Matlin, Cary Elwes, Alexander Siddig o Seth MacFarlane.

## Episodios
| No. | Título | Dirigido por  | Escrito por               | Estreno original    | Estreno en Latinoamérica |
| 1 | Standing Up in the Milky Way En medio de la Vía Láctea (España) Hacia la Vía Láctea, y más allá (Latinoamérica)                                 | Brannon Braga | Ann Druyan y Steven Soter | 9 de marzo de 2014  | 11 de marzo de 2014      |
| --- | --- | ------------- | ------------------------- | ------------------- | ------------------------ |
| Tyson abre el episodio para reflexionar sobre la importancia del Cosmos original de Sagan y los objetivos de esta serie. Él presenta al espectador a la Nave de la Imaginación, el dispositivo narrativo de la demostración para explorar el pasado, presente, y futuro del universo. Tyson lleva al espectador a mostrar dónde está la Tierra en el ámbito del universo conocido, definiendo la "dirección" de la Tierra dentro del Supercúmulo de Virgo. Tyson explica cómo la humanidad no ha visto siempre el universo de esta manera, y describe las dificultades y la persecución del Renacentista Italiano Giordano Bruno en desafiar el modelo geocéntrico prevaleciente sostenido por la Iglesia católica. Para mostrar la visión de Bruno del orden cósmico utiliza una adaptación animada del grabado Flammarion, una ilustración del siglo XIX que se ha convertido en un meme común para la revelación de los misterios del universo. El episodio continúa en el tiempo, usando el concepto del calendario cósmico utilizado en la serie original para proporcionar una metáfora para esta escala. La narración describe cómo si el Big Bang ocurriera el 1 de enero, toda la historia registrada de la humanidad se comprimiría en los últimos segundos del último minuto del 31 de diciembre. Tyson concluye el episodio contando cómo Sagan lo inspiró como estudiante, así como sus otras contribuciones a la comunidad científica. | |               |                           |                     |                          |
| 2 | Some of the Things That Molecules Do Cosmos: Lo que las moléculas hacen (España) Evolución molécula a molécula (Latinoamérica)                  | Bill Pope     | Ann Druyan y Steven Soter | 16 de marzo de 2014 | 18 de marzo de 2014      |
| El episodio abarca varias facetas del origen de la vida y la evolución. Tyson describe tanto la selección artificial a través de la cría selectiva, utilizando el ejemplo de la domesticación de lobos por el hombre en perros, y la selección natural que creó especies como los osos polares. Tyson utiliza la Nave de la Imaginación para mostrar a nivel de células y moléculas cómo funcionan el ADN, los genes y la mutación, y cómo estos condujeron a la diversidad de las especies representadas por el árbol de la vida, incluyendo cómo los órganos complejos como el ojo se produjo como un elemento común. Tyson describe la extinción de especies y los cinco grandes eventos de extinción que aniquilaron numerosas especies en la Tierra, mientras que algunas especies, como el tardígrado, fueron capaces de sobrevivir y continuar la vida. Tyson especula sobre la posibilidad de la vida en otros planetas, como la luna de Saturno, Titán, así como cómo la abiogénesis puede haber originado la vida en la Tierra. El episodio concluye con una animación del Cosmos original que muestra la evolución de la vida de una sola célula a la humanidad de hoy. | |               |                           |                     |                          |
| 3 | When Knowledge Conquered Fear Cosmos: Cuando el conocimiento conquistó al miedo (España) Cuando el conocimiento venció al miedo (Latinoamérica) | Brannon Braga | Ann Druyan y Steven Soter | 23 de marzo de 2014 | 25 de marzo de 2014      |
| El episodio comienza con Tyson describiendo cómo el reconocimiento de patrones se manifestó en la civilización temprana como el uso de la astronomía y la astrología para predecir el paso de las estaciones, incluyendo cómo el paso de un cometa fue tomado a menudo como un presagio. Tyson continúa explicando que el origen de los cometas sólo se hizo conocido en el siglo XX debido a la obra de Jan Oort y su hipótesis de la nube de Oort. Tyson entonces continúa relacionando la colaboración entre Edmond Halley e Isaac Newton en la última parte del siglo XVII en Cambridge. La colaboración daría lugar a la publicación de Philosophiæ Naturalis Principia Mathematica, la primera obra importante para describir las leyes de la física en términos matemáticos, a pesar de las objeciones y reclamos de plagio de Robert Hooke y las dificultades financieras de la Royal Society de Londres. Tyson explica cómo este trabajo desafió la idea predominante de que Dios había planeado los cielos, pero acabaría influyendo en muchos factores de la vida moderna, incluyendo el vuelo espacial. Tyson describe las contribuciones de Halley basadas en la obra de Newton, incluyendo la determinación de la distancia de la Tierra al Sol, el movimiento de las estrellas y la predicción de la órbita del cometa Halley, que entonces no había sido nombrado, usando las leyes de Newton. Tyson contrasta estos enfoques científicos con la comprensión de la galaxia en comparación con lo que las civilizaciones anteriores habían hecho, y considera este avance como los primeros pasos de la humanidad en la exploración del universo. El episodio termina con una animación de la colisión de la Vía Láctea y Andrómeda basada en los principios de las leyes de Newton. | |               |                           |                     |                          |
| 4 | A Sky Full of Ghosts Cosmos: Un cielo repleto de fantasmas (España) Tiempo, espacio y fantasmas (Latinoamérica)                                 | Brannon Braga | Ann Druyan y Steven Soter | 30 de marzo de 2014 | 1 de abril de 2014       |
| Tyson comienza el episodio explicando la naturaleza de la velocidad de la luz y cuánto de lo que se ve del universo observable es de la luz emanada de miles de millones de años en el pasado. Tyson explica además cómo la astronomía moderna ha utilizado tales análisis a través del tiempo profundo para identificar el evento Big Bang y la edad del universo. Tyson procede a describir cómo el trabajo de Isaac Newton, William Herschel, Michael Faraday y James Clerk Maxwell contribuyó a comprender la naturaleza de las ondas electromagnéticas y la fuerza gravitatoria, y cómo este trabajo llevó hacia la teoría de la relatividad de Albert Einstein, que la velocidad de la luz Es una constante fundamental del universo y la gravedad puede verse como distorsión de la estructura del espacio-tiempo. Tyson describe el concepto de estrellas oscuras como postulado por John Michell que no son visibles pero detectables por el seguimiento de otras estrellas atrapadas dentro de sus pozos de gravedad, una idea que Herschel usó para descubrir estrellas binarias. Tyson entonces describe la naturaleza de los agujeros negros, sus fuerzas gravitacionales enormes que pueden incluso capturar la luz, y su descubrimiento vía las fuentes de rayos X tales como Cygnus X-1. Tyson utiliza el barco de la imaginación para proporcionar un postulado de la deformación del espacio-tiempo y la dilatación del tiempo como uno entra en el horizonte de sucesos del agujero negro, y la posibilidad de que estos pueden conducir a otros puntos dentro de nuestro universo u otros, o incluso viajar en el tiempo. Tyson termina diciendo que el hijo de Herschel, John, estaría inspirado por su padre para continuar documentando las estrellas conocidas, así como contribuciones a la fotografía que juegan sobre la misma naturaleza del tiempo profundo utilizado por los astrónomos. | |               |                           |                     |                          |
| 5 | Hiding in the Light Cosmos: Oculto a plena luz (España) Ocultas a plena luz del día (Latinoamérica)                                             | Bill Pope     | Ann Druyan y Steven Soter | 6 de abril de 2014  | 8 de abril de 2014       |
| Este episodio explora la teoría ondulatoria de la luz estudiada por la humanidad, señalando que la luz ha jugado un papel importante en el progreso científico, con los primeros experimentos de hace más de 2000 años involucrando la cámara oscura del filósofo chino Mozi. Tyson describe el trabajo del científico árabe Ibn al-Haytham del siglo XI, considerado uno de los primeros en postular sobre la naturaleza de la luz y la óptica que conduce al concepto de telescopio, así como uno de los primeros investigadores en utilizar el método científico. Tyson procede a discutir la naturaleza de la luz descubierta por la humanidad. El trabajo de Isaac Newton utilizando difracción a través de prismas demostró que la luz estaba compuesta por el espectro visible, mientras que los hallazgos de William Herschel en el siglo XIX mostraron que la luz también consistía en rayos infrarrojos. Joseph von Fraunhofer llegaría más tarde a descubrir que al ampliar el espectro de la luz visible, las lagunas en el espectro se observaría. Estas líneas de Fraunhofer se determinarían posteriormente como causadas por la absorción de luz por electrones al moverse entre orbitales atómicos (en el espectáculo ilustrado por el modelo de Bohr) cuando pasaba a través de átomos, teniendo cada átomo una firma característica debido a la naturaleza cuántica de estos orbitales. Esto ha llevado al núcleo de la espectroscopía astronómica, permitiendo a los astrónomos hacer observaciones sobre la composición de estrellas, planetas y otras características estelares a través de las líneas espectrales, así como observar el movimiento y la expansión del universo y la hipótesis de la existencia de materia oscura. | |               |                           |                     |                          |
| 6 | Deeper, Deeper, Deeper Still Cosmos: Lejos, aún más lejos (España) Átomos violentos (Latinoamérica)                                             | Bill Pope     | Ann Druyan y Steven Soter | 13 de abril de 2014 | 15 de abril de 2014      |
| Este episodio mira a la naturaleza del cosmos en las escalas micro y atómica, usando la nave de la imaginación para explorar estos reinos. Tyson describe algunos de los microorganismos que viven dentro de una gota de rocío, demostrando paramecios y tardígrados. Él procede a discutir cómo las plantas usan la fotosíntesis a través de sus cloroplastos para convertir la luz solar en reacciones químicas que convierten el dióxido de carbono y el agua en oxígeno y en azúcares ricos en energía. Tyson luego discute la naturaleza de las moléculas y los átomos y cómo se relacionan con la evolución de las especies. Utiliza el ejemplo expuesto por Charles Darwin postulando la existencia de la polilla de la esfinge de Morgan de larga lengua basada en la naturaleza de la orquídea del cometa con el polen lejos dentro de la flor. Demuestra además que los olores de las flores se utilizan para activar centros olfativos en el cerebro, estimulando la mente a las amenazas como para ayudar en la supervivencia de la especie. Tyson narra cómo dos filósofos griegos contribuyeron a nuestra comprensión de la ciencia. Tales fue uno de los primeros pensadores en examinar un "universo gobernado por el orden de las leyes naturales que pudiéramos averiguar", y Demócrito postuló que toda la materia estaba formada por combinaciones de átomos en un gran número de configuraciones. A continuación, describe cómo el carbono forma el bloque básico para la vida en la Tierra debido a su naturaleza química única. Tyson explica la estructura atómica básica de protones, neutrones y electrones, y el proceso de fusión nuclear que se produce en la mayoría de las estrellas que pueden superar las fuerzas electrostáticas que normalmente impide que los átomos se toquen entre sí. Luego discute la existencia de neutrinos que son creados por estos procesos nucleares, y que por lo general pasan por toda la materia, haciéndolos virtualmente indetectables. Explica cómo las instalaciones de la piscina de agua subterránea forradas con detectores especiales como el Super-Kamiokande se utilizan para detectar neutrinos cuando chocan con moléculas de agua y cómo los neutrinos de la supernova SN 1987A en la Gran Nube de Magallanes fueron detectados tres horas antes de los fotones de luz, la explosión se observó debido a la capacidad de los neutrinos para pasar a través de la materia del sol moribundo. Tyson concluye señalando que hay neutrinos del Big Bang que todavía existen en el universo, pero debido a la naturaleza de la luz, hay una "pared del infinito" que no se puede observar más allá. | |               |                           |                     |                          |
| 7 | The Clean Room Cosmos: La habitación limpia (España) La habitación limpia (Latinoamérica)                                                       | Brannon Braga | Ann Druyan y Steven Soter | 20 de abril de 2014 | 22 de abril de 2014      |
| Este episodio se centra en cómo la ciencia, en particular la obra de Clair Patterson (expresada en secuencias animadas por Richard Gere) a mediados del siglo XX, fue capaz de determinar la edad de la Tierra. Tyson primero describe cómo la Tierra se formó a partir de la coalescencia de la materia unos millones de años después de la formación del Sol, y mientras los científicos pueden examinar las formaciones en el estrato rocoso hasta la fecha algunos eventos geológicos, estos solo pueden remontarse millones de años. En cambio, los científicos han utilizado los escombros de los impactos de meteoritos, como el cráter del Meteoro en Arizona, sabiendo que el material de tales meteoros procedentes del cinturón de asteroides se habría hecho al mismo tiempo que la Tierra. Tyson luego describe el trabajo que Patterson hizo como graduado bajo su consejero Harrison Brown para proporcionar un recuento exacto de plomo en partículas de circonio de Meteor Crater, y para trabajar con resultados similares que fueron recolectados por George Tilton en cuentas de uranio; con la semivida establecida de la desintegración radiactiva del uranio a conducir, esto sería utilizado para estimar la edad de la tierra. Patterson encontró que sus resultados fueron contaminados por el plomo del ambiente, en comparación con los resultados de Tilton, y requirió la construcción de la primera sala limpia ultra-alta para eliminar todos los rastros de plomo ambiental. Con estos resultados limpios, Patterson fue capaz de estimar la edad de la Tierra a 4500 millones de años. Tyson continúa explicando que el trabajo de Patterson en la realización de experimentos sin plomo lo dirigió a investigar las fuentes de plomo. Tyson observa cómo el plomo no ocurre naturalmente en la superficie de la Tierra, pero que ha sido fácilmente extraído por los humanos (incluido el Imperio romano, y que el plomo es venenoso para los seres humanos. Patterson examinó los niveles de plomo en el ambiente común y en las partes más profundas de los océanos y del hielo antártico, mostrando que el plomo solo había sido traído a la superficie en los últimos tiempos. Descubriría que los niveles más altos de plomo eran del uso de tetraletilo de plomo en la gasolina plomada, a pesar de demandas establecidas por Robert A. Kehoe y otros que este producto químico era seguro. Patterson seguiría haciendo campaña contra el uso de plomo, lo que años después resultaría en la imposición de restricciones por el Gobierno, sobre el uso de plomo. Tyson termina señalando que el trabajo similar de los científicos sigue siendo utilizado para ayudar a alertar a la humanidad sobre otras cuestiones fatales que pueden ser identificadas por el estudio de la naturaleza. | |               |                           |                     |                          |
| 8 | Sisters of the Sun Cosmos: Hermanas del sol (España) La paradoja de las hermanas del Sol (Latinoamérica)                                        | Brannon Braga | Ann Druyan y Steven Soter | 27 de abril de 2014 | 29 de abril de 2014      |
| Este episodio ofrece una visión general de la composición de las estrellas, y su destino en miles de millones de años. Tyson describe cómo los seres humanos tempranos identificarían a las estrellas con el uso de constelaciones que ataron con varios mitos y creencias, tales como Pleyades. Ann Druyan describe el trabajo de Edward Charles Pickering para capturar simultáneamente los espectros de múltiples estrellas, y el trabajo de Computadoras de Harvard o "Harem de Pickering", un equipo de mujeres investigadoras bajo la tutoría de Pickering, para catalogar los espectros. Este equipo incluyó a Annie Jump Cannon, quien desarrolló el sistema de clasificación estelar, y Henrietta Swan Leavitt, quien descubrió los medios para medir la distancia de una estrella a la tierra por sus espectros, usada más tarde para identificar otras galaxias en el universo. Más tarde, este equipo incluyó a Cecilia Payne, quien desarrollaría una buena amistad con Cannon; la tesis de Payne basada en su trabajo con Cannon fue capaz de determinar la composición y temperatura de las estrellas, colaborando con el sistema de clasificación de Cannon. Tyson entonces explica el ciclo de vida de las estrellas, siendo confirmado por las nubes interestelares. Él explica cómo las estrellas como el Sol mantienen su tamaño debido a las fuerzas en conflicto de la gravedad que atrae a los gases, y la expansión de escape de los gases de las reacciones de fusión en su núcleo. A medida que el Sol envejece, crecerá más y más brillante hasta el punto en que el equilibrio entre estas reacciones fracasará, haciendo que el Sol se expanda primero en una gigante roja, y luego colapse en una enana blanca, el colapso limitado por las fuerzas atómicas. Tyson explica cómo las estrellas más grandes pueden formar formas aún más colapsadas de materia, creando novas y supernovas dependiendo de su tamaño y conduciendo a pulsares. Las estrellas masivas pueden colapsar en los agujeros negros. Tyson entonces describe que las estrellas sólo pueden ser tan grandes, utilizando el ejemplo de Eta Carinae que se considera una masa solar inestable que podría convertirse en una hipernova en un futuro relativamente cercano. Tyson termina describiendo cómo toda materia en la Tierra es la misma materia de la que están hechas las estrellas, y que la luz y la energía de las estrellas es lo que impulsa la vida en la Tierra. | |               |                           |                     |                          |
| 9 | The Lost Worlds of Planet Earth Cosmos: Los mundos perdidos de la Tierra (España) Mundos perdidos (Latinoamérica)                               | Brannon Braga | Ann Druyan y Steven Soter | 4 de mayo de 2014   | 6 de mayo de 2014        |
| Este episodio explora la paleogeografía de la Tierra durante millones de años, y su impacto en el desarrollo de la vida en el planeta. Tyson comienza explicando que los árboles ricos en lignina evolucionaron en la era carbonífera hace unos 300 millones de años, no eran comestibles por las especies de la época y en cambio se caerían y se convertirían en carbón rico en carbono. Aproximadamente 50 millones de años más tarde, cerca del final del período Pérmico, la actividad volcánica quemaría la materia carbonosa, liberando dióxido de carbono y componentes ácidos, creando un súbito efecto de efecto invernadero que calentaba los océanos y liberaba metano de los lechos oceánicos. El evento de extinción Pérmico-Triásico, matando el 90 % de las especies en la Tierra. Tyson entonces explica la naturaleza de la tectónica de placas que daría forma a las masas terrestres del mundo. Tyson explica cómo los científicos como Abraham Ortelius plantearon la hipótesis de que las masas de tierra podrían haber estado conectadas en el pasado, Alfred Wegener, quien planteó la hipótesis de una supercontinente Pangea y la deriva continental a pesar de la idea predominante de puentes terrestres inundados en ese momento; Bruce C. Heezen y Marie Tharp, quienes descubrieron la dorsal Mesoatlántica que apoyaba la teoría de la tectónica de placas. Tyson describe cómo las masas terrestres de la tierra estaban encima del manto, que se mueve debido al movimiento y al calor del núcleo externo e interno de la tierra. Tyson pasa a explicar el impacto de los asteroides que inició el evento de extinción Cretácico-Paleógeno, dejando a los pequeños mamíferos como la especie dominante en la Tierra. Tyson procede a describir acontecimientos geológicos más recientes como la formación del mar Mediterráneo debido a la rotura de la presa natural en el Estrecho de Gibraltar y cómo la formación geológica del istmo de Panamá rompió el libre flujo del océano Atlántico en el Pacífico, causando el cambio climático a gran escala tal como dar vuelta a la mayor parte de África de pastizales exuberantes en llanos áridos e influir más lejos evolución hacia mamíferos trepadores. Tyson explica además cómo la influencia de otros planetas en el sistema solar tiene pequeños efectos sobre el giro y la inclinación de la Tierra, creando las diversas edades de hielo y cómo estos cambios influyeron en el comportamiento nómada de los primeros humanos. Tyson concluye el episodio al anotar cómo las masas terrestres de la Tierra se espera que cambien en el futuro y postula lo que puede ser el próximo gran evento de extinción. | |               |                           |                     |                          |
| 10 | The Electric Boy Cosmos: El niño eléctrico (España) El visionario electrónico (Latinoamérica)                                                   | Bill Pope     | Ann Druyan y Steven Soter | 11 de mayo de 2014  | 13 de mayo de 2014       |
| Este episodio proporciona una visión general de la naturaleza del electromagnetismo, como se descubrió a través de la obra de Michael Faraday. Tyson explica cómo la idea de otra fuerza de la naturaleza, similar a las fuerzas gravitacionales, había sido postulada anteriormente por Isaac Newton. Tyson continúa en Faraday, procedente de inicios pobres, acabaría interesándose en estudiar electricidad después de leer libros y ver las conferencias de Humphry Davy en la Royal Institution. Davy contrataría a Faraday después de ver las extensas notas que había tomado para actuar como su secretario y asistente de laboratorio. Después de que Davy y el químico William Hyde Wollaston intentaron infructuosamente construir sobre el descubrimiento de Hans Christian Ørsted de los fenómenos electromagnéticos para aprovechar la capacidad de crear el movimiento de la electricidad, Faraday pudo crear su propio dispositivo para crear el primer motor eléctrico aplicando la electricidad alineada a lo largo de un imán. Davy, amargado por el avance de Faraday, puso a Faraday en la tarea de mejorar la calidad del vidrio óptico de alta calidad, impidiendo que Faraday continúe sus investigaciones. Faraday, sin temor, siguió trabajando en la Real Institución y creó las Conferencias de Navidad diseñadas para enseñar ciencia a los niños. Después de la muerte de Davy, Faraday regresó a tiempo completo estudiando el electromagnetismo, creando el primer generador eléctrico insertando un imán en una bobina de alambres. Tyson continúa observando que a pesar de perder algo de su capacidad mental, Faraday concluyó que la electricidad y el magnetismo estaban conectados por campos invisibles, y postuló que la luz también puede estar ligada a estas fuerzas. Faraday descubrió que un campo magnético aplicado podría afectar la polarización de la luz que pasa a través de la muestra de vidrio (un material dieléctrico), llevando a lo que se llama el efecto Faraday y que conecta estas tres fuerzas. Faraday postuló que estos campos existieron a través del planeta, que más adelante sería llamado el campo magnético de la tierra generado por el núcleo interno giratorio del hierro fundido, así como los fenómenos que causaron los planetas girar alrededor del sol. El trabajo de Faraday fue inicialmente rechazado por la comunidad científica debido a su falta de apoyo matemático, pero James Clerk Maxwell más tarde vendría a rehacer las teorías de Faraday en las ecuaciones de Maxwell que validaron las teorías de Faraday. Sus esfuerzos combinados crearon la base de la ciencia que impulsa los principios de las comunicaciones modernas en la actualidad.                                                                                       | |               |                           |                     |                          |
| 11 | The Immortals Cosmos: Los inmortales (España) Los inmortales (Latinoamérica)                                                                    | Brannon Braga | Ann Druyan y Steven Soter | 18 de mayo de 2014  | 20 de mayo de 2014       |
| Este episodio cubre cómo la vida puede haber desarrollado en la Tierra y la posibilidad de vida en otros planetas. Tyson comienza explicando cómo el desarrollo humano de los sistemas de escritura permitió la transferencia de información a través de generaciones, describiendo cómo la Princesa Enheduanna 2280 aC sería una de las primeros en firmar su nombre en sus obras, y cómo Gilgamesh recopiló historias, incluyendo la de Utnapishtim documentando una gran inundación comparable a la historia del Arca de Noé. Tyson explica cómo el ADN también registra información para propagar la vida, y postula teorías de cómo el ADN se originó en la Tierra, incluyendo la evolución de una piscina de marea poco profunda, o de la expulsión de colisiones de meteoritos de otros planetas. En este último caso, Tyson explica cómo la comparación de la composición del meteorito Nakhla en 1911 con los resultados recogidos por el programa Viking demostró que el material de Marte podría transitar a la Tierra y la capacidad de algunos microbios para sobrevivir a las duras condiciones del espacio. Con los movimientos de los sistemas solares a través de la galaxia durante miles de millones de años, la vida podría concebiblemente propagarse de planeta a planeta de la misma manera. Tyson entonces pasa a considerar si la vida en otros planetas podría existir. Explica cómo el Proyecto Diana realizado en la década de 1940 demostró que las ondas de radio son capaces de viajar en el espacio, y que todas las señales de radiodifusión de la humanidad siguen irradiando en el espacio de nuestro planeta. Tyson señala que los proyectos han buscado desde entonces señales similares que emanan potencialmente de otros sistemas solares. Tyson entonces explica que el desarrollo y la vida útil de civilizaciones extraterrestres deben ser considerados para que tal detección sea realizada. Señala que las civilizaciones pueden ser aniquiladas por eventos cósmicos como las supernovas, desastres naturales como el desastre de Toba, o incluso la autodestrucción a través de la guerra u otros medios, lo que dificulta las estimaciones de probabilidad. Tyson describe cómo las galaxias elípticas, en las cuales algunas de las más viejas estrellas enanas rojas existen, ofrecerían la mejor ocasión de encontrar civilizaciones establecidas. Tyson concluye que la inteligencia humana debidamente aplicada debería permitir a nuestra especie evitar tales desastres y permitirnos migrar más allá de la Tierra antes de la eventual transformación del Sol en una gigante roja. La animación de la princesa Enheduanna se basa en Christiane Amanpour de CNN, quien también hizo la voz de Enheduanna en la versión inglesa.                                             | |               |                           |                     |                          |
| 12 | The World Set Free Cosmos: El mundo liberado (España) El mundo liberado (Latinoamérica)                                                         | Brannon Braga | Ann Druyan y Steven Soter | 1 de junio de 2014  | 3 de junio de 2014       |
| Este episodio explora la naturaleza del efecto invernadero (descubierto por Joseph Fourier y Svante Arrhenius), y la evidencia que demuestra la existencia del calentamiento global de la influencia de la humanidad. Tyson comienza describiendo la historia a largo plazo del planeta Venus; basado en las lecturas de la serie Venera de las sondas al planeta, el planeta tenía una vez un océano y una atmósfera, pero debido a la liberación del dióxido de carbono de erupciones volcánicas, el efecto invernadero fuera de control en Venus causó las temperaturas superficiales para aumentar y hervir lejos los océanos. Tyson señala entonces la naturaleza delicada de la cantidad de dióxido de carbono en la atmósfera puede influir en el clima de la Tierra debido al efecto invernadero, y que los niveles de dióxido de carbono han estado aumentando desde el comienzo del siglo XX. La evidencia ha demostrado que esto es producto del consumo humano de petróleo, carbón y gas en lugar de erupciones volcánicas debido a la firma isotópica del dióxido de carbono. El aumento del dióxido de carbono ha conducido a un aumento de las temperaturas, que a su vez conduce a bucles de retroalimentación positiva de las capas polares de hielo que se derriten y al deshielo del permafrost para aumentar los niveles de dióxido de carbono. Tyson nos recuerda que los seres humanos han descubierto hace un siglo, los medios para aprovechar la energía solar, como el motor solar de Augustin Mouchot en 1878 y el generador de vapor solar de Frank Shuman en la década de 1910. En ambos casos la facilidad de usar el carbón en el primer caso y el petróleo barato en el segundo, y el desconocimiento del efecto global de su quema, hicieron que estas invenciones se olvidaran. Hoy en día, los sistemas de energía solar y eólica podrían recolectar fácilmente la suficiente energía del sol. Tyson entonces compara la motivación para cambiar a estas formas más limpias de energía, a los esfuerzos de la carrera espacial y enfatiza que no es demasiado tarde para que la humanidad corrija su curso. Se recuerda el cambio ya realizado, de nómada a agricultor, que implicó en su momento la utilización de la energía solar por el ser humano, en un volumen como nunca antes. Debemos reunir como especie humana, la voluntad necesaria para tomar acción frente al cambio climático. | |               |                           |                     |                          |
| 13 | Unafraid of the Dark Cosmos: Sin miedo a la oscuridad (España) Sin miedo a la oscuridad (Latinoamérica)                                         | Ann Druyan    | Ann Druyan y Steven Soter | 8 de junio de 2014  | 10 de junio de 2014      |
| Tyson comienza el episodio observando cómo la destrucción de la Biblioteca de Alejandría perdió gran parte del conocimiento de la humanidad hasta ese momento. A continuación, contrasta con la lucha por la humanidad para seguir descubriendo nuevos hechos sobre el universo y la necesidad de no cerrar el descubrimiento. Tyson entonces procede a describir el descubrimiento de los rayos cósmicos de Víctor Hess a través de viajes en globo de gran altitud, donde la radiación aumentó cuanto más lejos estaba de la superficie. El astrónomo suizo Fritz Zwicky, al estudiar las supernovas, postuló que estos rayos cósmicos se originaron de estos eventos en lugar de la radiación electromagnética. Zwicky continuaría estudiando las supernovas y, al examinar las velas estándar que emitieron, estimó el movimiento de las galaxias en el universo. Sus cálculos sugieren que debe haber más masa en el universo que los aparentes en las galaxias observables, y llamó a esta materia oscura. Inicialmente olvidada, la teoría de Zwicky fue confirmada por el trabajo de Vera Rubin, quien observó que la rotación de las estrellas en los bordes de las galaxias observables no seguía el comportamiento rotacional esperado sin considerar la materia oscura. Esto llevó a la propuesta de la energía oscura como una teoría viable para dar cuenta de la creciente tasa de expansión del universo. Tyson entonces describe el viaje interestelar, usando las dos sondas Voyager. Además de la capacidad de identificar varias características en los planetas del sistema solar, la Voyager I pudo demostrar recientemente la existencia de la heliosfera variable del Sol que ayuda a amortiguar el Sistema Solar de los vientos interestelares. Tyson describe el papel de Carl Sagan en el programa Voyager, incluyendo la creación del Voyager Golden Record para encapsular a la humanidad y la posición de la Tierra en el universo 10 000 años en el futuro. Convencer a los directores del programa de que el Voyager I tomara una fotografía de la Tierra más allá de la órbita de Neptune. Imagen del Punto Azul Pálido. Tyson concluye la serie enfatizando el mensaje de Sagan sobre la condición humana en la inmensidad del cosmos y animando a los espectadores a continuar explorando y descubriendo qué más el universo tiene para ofrecer. La serie concluye con la "Nave de la Imaginación" vacía, abandonando la Tierra y viajando por el espacio como Tyson mira desde el planeta Tierra. | |               |                           |                     |                          |

## Recepción

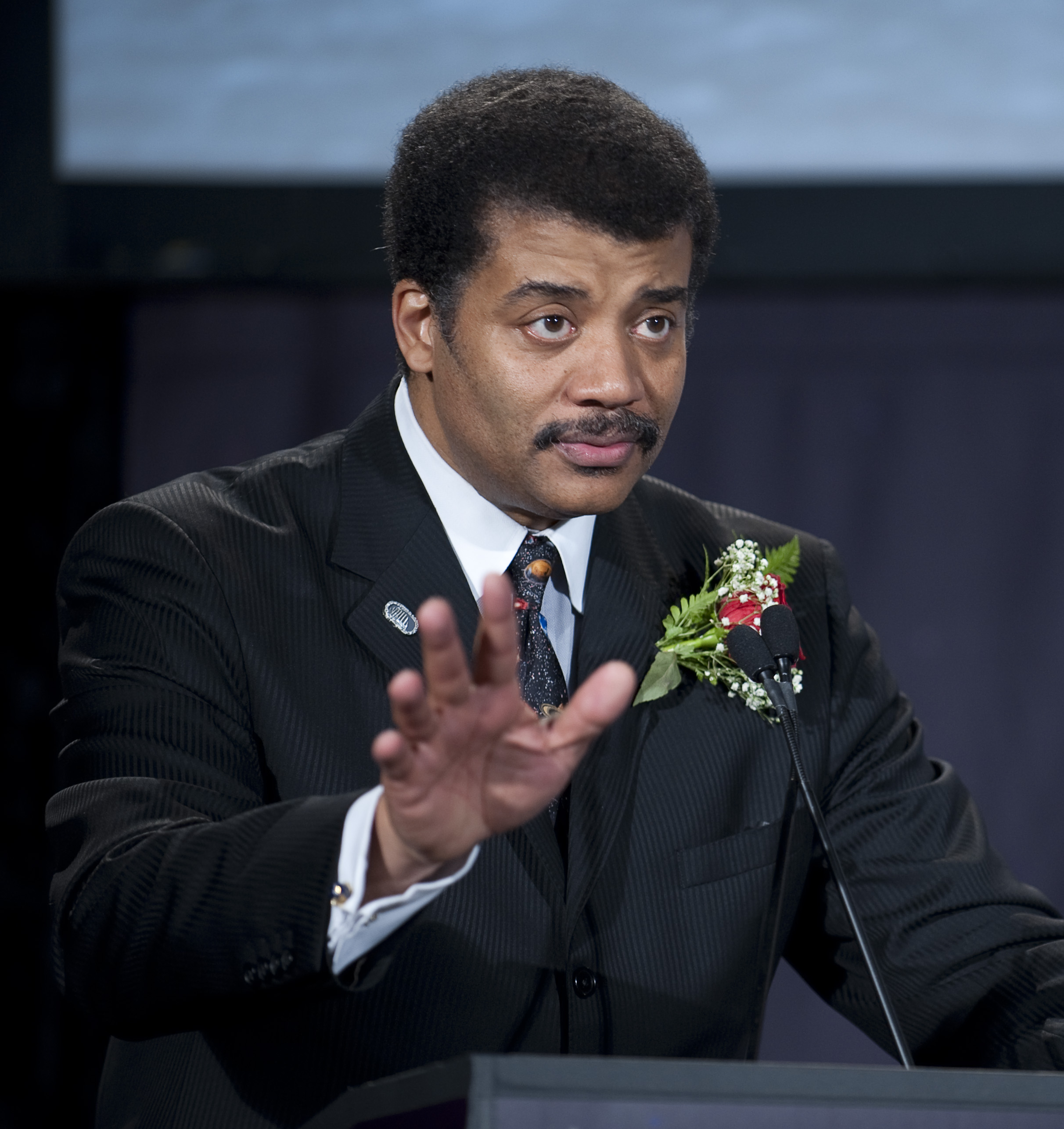
Neil deGrasse Tyson, presentador de Cosmos.

Cosmos: una odisea del espacio-tiempo ha recibido una buena respuesta de los críticos además de una puntuación en Metacritic de 82 sobre 100 basado en 19 comentarios.
La miniserie ganó el premio a "Mejor Serie de Reality" y Tyson fue otorgado el "Mejor Anfitrión de Reality" por el 4.º Premio Televisivo de los Críticos (4th Critics' Choice Television Award en inglés). También está nominada por "Logros Sobresalientes en Noticias e Información" por los trigésimos Premios TCA. La miniserie ganó el 4th Critics' Choice Television Award por "Mejor serie de no ficción" y Tyson fue premiado por el "Mejor presentador de no ficción". Fue nominada a "Sorprendentes logros en noticias e información" para los 30th TCA Awards y 12 Emmy Awards, de los cuales ganó "Outstanding Writing for Nonfiction Programming" y "Outstanding Sound Editing for Nonfiction Programming (Single or Multi-Camera)", además de otros dos para Silvestri por "Outstanding Original Main Title Theme Music" y "Outstanding Music Composition for a Series (Original Dramatic Score)".